# Massima allerta: Tornado a New York
Massima allerta: Tornado a New York (NYC: Tornado Terror) è un film televisivo del 2008 diretto da Tibor Takacs.
Prodotto dalle canadesi Fast Productions Ltd. e Fast (Tornado) Productions, il film venne trasmesso negli Stati Uniti il 4 ottobre 2008 su Sci-Fi Channel. Trasmesso per la prima volta in Italia nel 2009 su Sky Cinema Max, il film è stato distribuito in DVD nel 2011 dalla OneMovie col titolo Salvate New York.

## Trama
A causa del riscaldamento globale, che ha causato la separazione e la frizione tra le atmosfere, sul pianeta iniziano a verificarsi spaventosi tornado. Scoperto che uno di essi sta puntando verso la città di New York, James Lawrence, il vice sindaco, e sua moglie, la meteorologa Cassie, cercano in tutti i modi di impedire la catastrofe ma hanno solamente 24 ore di tempo per fermare il tornado e salvare la città.